# ISO 3166-2:DJ
Kódy ISO 3166-2 pro Džibutsko identifikují 5 distriktů a 1 město (stav v roce 2015). První část (DJ) je mezinárodní kód pro Džibutsko, druhá část sestává z dvou písmen identifikujících distrikt či město.

## Seznam kódů
```
DJ-AS Ali Sabih (Ali Sabih)
DJ-DI Dikhil (Dikhil)
DJ-DJ město 
Džibuti

DJ-OB Obock (Obock)
DJ-TA Tadjoura (Tadjoura)
DJ-AR Arta (Arta)
```